# Республіка Кабінда
Респу́бліка Кабі́нда (ібінда: Kilansi kia Kabinda; порт. República de Cabinda) – самопроголошена держава, уряд якої складається з членів Громадянського суспільства Кабінди та учасників рухів FLEC і FAC, який вимагає суверенітету ангольської провінції Кабінда як незалежної держави. Уряд в даний час знаходиться у вигнанні з офісами, розташованими в Парижі і Пуент-Нуаре, республіка Конго. Прем'єр-міністр — доктор Джоел Бетіла.

## Історія
Кабінда була португальським протекторатом, відомим як Португальське Конго, і була адміністративно окремою колонією від португальської Західної Африки (Ангола). Під час португальського колоніального режиму Фронт за звільнення анклаву Кабінда (ФЛЕК) боровся за незалежність Кабінди від Португалії. 1 серпня 1975 року була проголошена незалежність. FLEC сформував тимчасовий уряд на чолі з Енріко Тьягу. Луїш Ранке Франке був обраний президентом.
У січні 1975 року представники трьох визвольних рухів Анголи (МПЛА, ФНЛА і УНІТА) провели зустріч з португальцями в Алворі, Португалія, щоб встановити методи переходу до незалежності, представники FLEC були туди запрошені. Угоду в Алворі було підписано, встановлюючи ангольську незалежність і оголошуючи Кабінду частиною Анголи. Після того як ангольська незалежність була реалізована в дійсності в листопаді 1975 року, в Кабінду вторглися сили Народного Руху за звільнення Анголи (МПЛА) за підтримки військ з Куби. МПЛА повалила тимчасовий уряд FLEC і включила Кабінду до складу Анголи.
Протягом більшої частини 1970-х і 1980-х років FLEC керувала низькоінтенсивною партизанською війною, нападаючи на комуністичні війська режиму МПЛА, економічні цілі і викрадаючи іноземних службовців, які працюють у нафтових і будівельних фірмах.
Після закінчення ангольської громадянської війни в 2002 році була зроблена нова спроба оголошення незалежності зі створенням уряду у вигнанні.
У липні 2006 року після переговорів з перемир'я Антоніо Бенто Бембі (як президент Форуму Кабінди для Діалогу та Миру, віце-президент і керуючий справами FLEC) оголосив, що сили кабіндських сепаратистів готові оголосити перемир'я. Мирний договір був підписаний. FLEC-FAC з Парижа стверджує, що у Бембі немає ніякої влади або мандата вести переговори з ангольцями і що єдине прийнятне рішення — повна незалежність. Угода, підписана Антоніо Бенто Бембі, не була визнана ні FLEC, ні цивільним суспільством Кабінди.
8 січня 2010 року місцеві сепаратисти обстріляли автобус з гравцями збірної Того з футболу, які прямували на Кубок Африки. В результаті нападу, відповідальність за яке взяло на себе повстанське угрупування Кабінди, загинули помічник тренера, прес-секретар команди і водій автобуса; два футболісти отримали важкі поранення. Зірка збірної Еммануель Адебайор не постраждав.